# アイリーン・コルウェル
アイリーン・コルウェル（Eileen Hilde Colwell,1904年9月16日-2002年9月17日）はイギリスの児童図書館員。児童図書館サービスの先駆者であり、卓越したストーリー・テラーとしても知られる。物語を覚えて語るストーリーテリング（日本ではお話、素話（すばなし）、語りなどとも言う）を子どもへの図書館サービスの中に取り入れたパイオニアでもある。

## 生涯
コルウェルは1904年6月16日、ヨークシャー州ロビン・フッズ・ベイに生まれた。父親のリチャード・ハロルドはメソジスト派の牧師で、母親のガートルード・コルウェルもよく本を読む女性だった。4人兄弟の3番目。
自伝によれば、父親の仕事の都合でウィルトシャー州ブラッドフォードやダーハム州チェスター・ル・ストリートなどを転々としながら成長した。
父親の勧めで図書館員を志望し、ヨークシャー州が出す図書館員を目指す女性のための奨学金を受けて、ユニヴァーシティ・カレッジ・ロンドンで学んだ。1921年から1924年に在学。図書館学科は2年制だったが、ラテン語で落第し、3年間通うことになったという。
児童図書館員として40年活躍したあとは、図書館学を教えたり、子どもの本についての講演活動やストーリーテラーとして活躍した。
1956年に初めての本『How I Become a Librarian』を出版した。
1999年、イギリスのストーリーテリング協会はコルウェルの95歳の誕生日を祝う会を開くとともに、業績を称える文集を出版した。
2002年9月17日、98歳で没。

## 児童図書館員として
図書館学校を卒業後、1924年からランカシャー州のボルトン図書館で働き始める。1年半後に希望していた児童室の担当になり、子どもへのサービスに取り組んだが、館長からの評価は高くなく、また薄給であった。ロンドン郊外のヘンドンで児童図書館準備のための求人があったので、コルウェルはこの職に応募し、1926年10月からヘンドンでパートタイムの司書として働き始めた。
ヘンドンの児童図書館は学校に付随しており、学校図書館としてのサービスも推進することができた。学校図書館の運営・管理を公共図書館が行い、公共図書館には初等学校・中等学校をそれぞれ受け持つ担当図書館員がいて、学習活動用の資料を貸出したり、図書リストを作成したり、専門家としてのアドバイスも行っていた。1928年にヘンドン図書館が建設され、コルウェルは常勤の児童図書館員となった。以降、40年間、コルウェルはヘンドン図書館の児童図書館員としてサービスを発展させ、退職間際には市内の図書館の児童室と50の学校図書館を統括するまでになった。
コルウェルは子どもへのサービスの黎明期に、今日では日本でも一般的になった読書週間を初めて企画し、多彩なプログラムを展開した。読書週間では、作家の講演会やおはなし会、本の展示、ブックリストの発行などを行った。
コルウェルは子どもの本の選択や質の向上を重要視し、児童書の書評誌の編集にも携わった。
また、コルウェルはストーリーテリング（お話）を子どもへのサービスに取り入れた。図書館内だけでなく、英国放送協会のラジオ番組でストーリーテリングの放送をした。
コルウェルは語り手として昔話や創作などたくさんのお話を語ったが、エリナー・ファージョンの『エルシー・ピドック、ゆめでなわとびをする』を語ったエピソードがある。コルウェルはエリナー・ファージョンと個人的な交流もあり、ファージョンについての作家研究書は友人としての立場から書かれている。
1993年に発足したイギリスのストーリーテリング協会は、コルウェルを顧問に迎えた。
1937年、コルウェルは児童図書館協会の設立に尽力し、初代会長になった。児童図書館協会はのちに英国図書館協会（現在は図書館・情報専門家協会：CILIP）の青少年図書館グループとなる。この協会で、コルウェルはイギリスの児童文学賞であるカーネギー賞の創設にも尽力した。1955年にはイラストレーションの賞であるケイト・グリーナウェイ賞が設立され、イギリスの児童書の質向上に一役を買っている。
コルウェルは国際児童図書評議会（IBBY）の設立に協力し、議長も務めた。また、1957年には国際アンデルセン賞の選考委員にもなった。
1976年、コルウェルはヘンドン図書館を退職した。ラフバラ大学で図書館学を教えた。
1974年にはマンチェスター工科大学の名誉研究員になった。

## 日本の児童図書館サービスへの影響
国際的にも活躍していたコルウェルは、外国の児童図書館サービスにも影響を与えた。ヘンドン図書館は子どもへのサービスの拠点として有名になり、海外から見学者たちがやってくるようになった。
日本でも、コルウェルの自伝の訳者である石井桃子や、児童文学作家であり元東京子ども図書館理事長の松岡享子とは翻訳や児童文学に関することで交流があった。石井桃子は1955年、アメリカからヨーロッパを回る旅の中でコルウェルに初めて会った。松岡享子は1963年に松居直とともに会っている。
石井桃子は1966年から67年にコルウェルの自伝『How I Became a Librarian』を児童図書館研究会の会誌「こどもの図書館」に連載した。この自伝は日本の児童図書館員に感銘を与えたという。また、児童家庭文庫の運営者にも影響を与えたとされる。児童図書館の運営に関するレファレンスでもコルウェルの著述が取り上げられている。
1976年に、東京子ども図書館ではコルウェルを招き、子どもの本やストーリーテリングに関する講演会を行っている。また、東京子ども図書館発行の季刊誌「こどもとしょかん」でアイリーン・コルウェルの特集を2回行った。
また、東京子ども図書館には、コルウェルから譲られた蔵書約90冊を特設コーナーで公開している。

## 受賞・勲章
1965年に英国女王から大英帝国勲章（Member of the British Empire）の勲章を授与された。
1965年に児童図書館・児童図書サービス功労名誉賞を受けた。
1975年にラフバラ大学から名誉文学博士号が授与された。

## 著作

### 自伝
- 『子どもと本の世界に生きて　一児童図書館員のあゆんだ道』(原題『How I Become a Librarian』）石井桃子訳　福音館書店　1968年[35]

本書は出版社を変えて、3回出版されている。1974年日本図書館協会、1994年こぐま社。

### 作家研究書
- 『エリナー・ファージョン : その人と作品』（原題『Eleanor Farjeon:A Monograph』、1961年）むろの会 訳 新読書社 1988年[35]

### ストーリーテリングについて
- 『子どもたちをお話の世界へ : ストーリーテリングのすすめ』（原題『Storytelling』）松岡享子ほか訳 こぐま社 1996年[35]

### 子ども向けお話集
- 『むかしばなし－イギリスの旅』（原題『Round about and Long Ago』）アイリーン・コルウェル編，Ａ・コルバート絵 むろの会訳 新読書社 1985年[35]
- 『島めぐり イギリスのむかしばなし』Ａ・コルバート絵 むろの会訳 新読書社 1990年[35]
- 『お話してよ，もうひとつ』（原題『Tell Me Another Story』）アイリーン・コルウェル編， よつだゆきえ訳 新読書社 1998年 ISBN：4-7880-9448-7[35]
- 『おはなしだいすき』（原題『Tell me a Story』） アイリーン・コルウェル編，よつだゆきえ訳 新読書社 2000年[35]
- 『おはなしタイム』（原題「Time for a Story』）アイリーン・コルウェル編，よつだゆきえ訳 新読書社 2002年

## 講演録
『コルウェル女史講演録「子どもと本」』Ｅ・コルウェル著 松岡享子訳 東京子ども図書館 1978年

## 未邦訳著作
- 『The Princess Sprendour』（editor)，Longmans，1969[35]
- 『Round about and Long Ago』 illustrated by Anthony Colbert，Kestrel，1975[35]
- 『The magic umbrella and other stories for telling』1965
- 『Halloween Acorn』 Bodley Head，1996[35]
- 『Cats in a Basket』 Penguin，1998[35]
- 『Bad Boys』Puffin[47]
- 『Magic Umbrella and Other Stories』Bodley Head[47]
- 『Youngest Storybook』Bodley Head[47]
- 『Humble Puppy and Other Stories』Bodley Head[47]
- 『Halloween Storybook』Bodley Head[47]
- 『Bedtime Stories』Ladybird[47]
- 『The Little Grey Neck』Kestrel[47]
- 『High Days and Holidays』Penguin[47]